# Mbariman-gudhinma
Mbariman-gudhinma er et uddødt australsk sprog. Mbariman-gudhinma blev talt i Queensland, og tilhørte de pama-nyunganske sprog.

## Eksterne links
- Ethnologue – Languages of the World

| Sprog | Spire Denne artikel om sprog er en spire som bør udbygges. Du er velkommen til at hjælpe Wikipedia ved at udvide den. |